# بوفالو، شهرستان هامفریز، تنسی
بوفالو (به انگلیسی: Buffalo) یک منطقهٔ مسکونی در ایالات متحده آمریکا است که در شهرستان هامفریز، تنسی واقع شده‌است. بوفالو ۱۳۸٫۰۸ متر بالاتر از سطح دریا واقع شده‌است.